# Nárazová zkouška

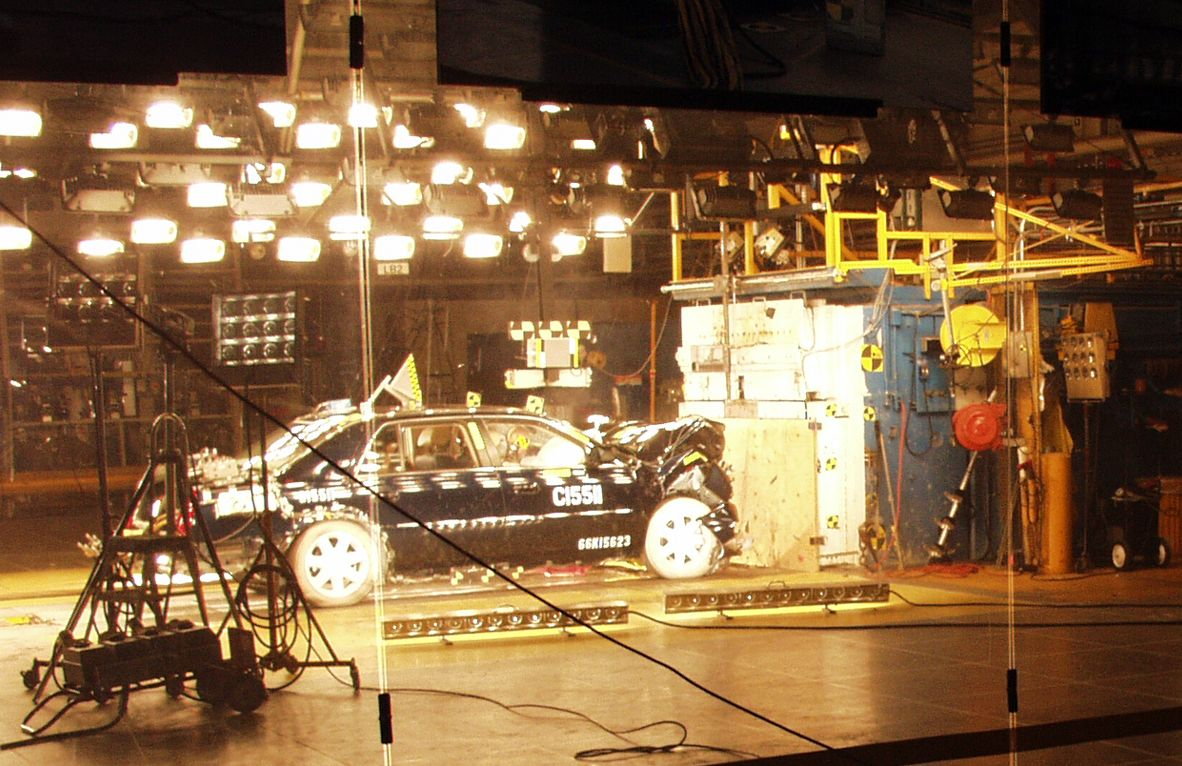
obrázek nárazového testu NHTSA

Crashtesty (nárazové testy) jsou destruktivní zkoušky, které testují pasivní bezpečnost automobilů. Při těchto testech je každý vůz podroben několika předem definovaným nárazům (např. čelní + boční náraz). Výsledek testů určuje několik faktorů - např. síly, které při nárazu působí na jednotlivé části lidského těla. Podle výsledků testů je pak vozu přiděleno hodnocení bezpečnosti (např. počet hvězdiček, nebo počet dosažených bodů). Tyto testy nemusí být totožné s bezpečnostními požadavky pro homologaci vozidla (tzn. jejich absolvování nemusí být podmínkou prodeje na daném trhu)!

## Druhy testů
Crashtesty provádí několik na sobě nezávislých organizací. V Evropě je to např. Euro NCAP, v USA NHTSA, v Austrálii ANCAP. Každá z organizací má jinou metodiku testů (např. rychlost vozu při nárazu), z tohoto důvodu si nemusí výsledky testů mezi organizacemi přesně odpovídat.

## Euro-NCAP
V Evropě jsou nejznámější testy Euro-NCAP. Tyto testy zahrnují celkem 3 nárazové zkoušky:
1. čelní náraz vozu v rychlosti 64 km/h do deformovatelné bariéry (přesazení 40%)
2. boční náraz do vozu rychlostí 50 km/h
3. poole test v rychlosti 29 km/h (ocelový sloupek narazí do boku vozidla - simulace nárazu do stromu).

Dále jsou prováděny i testy bezpečnosti dětí a test bezpečnosti pro chodce - tyto testy jsou však hodnoceny zvlášť. Detailní výsledky testů je uvedeno na webu Euro-NCAP.

## NHTSA
V USA jsou nejrozšířenější crashtesty organizace NHTSA (úřad pro bezpečnost silničního provozu). Tato organizace provádí tyto testy:
1. čelní náraz vozu rychlostí 56 km/h do zdi
2. boční náraz do vozu rychlostí 62 km/h
3. test převrácení

Detailní hodnocení konkrétních modelů je možno nalézt na webových stránkách NHTSA.